# Pietro della Valle

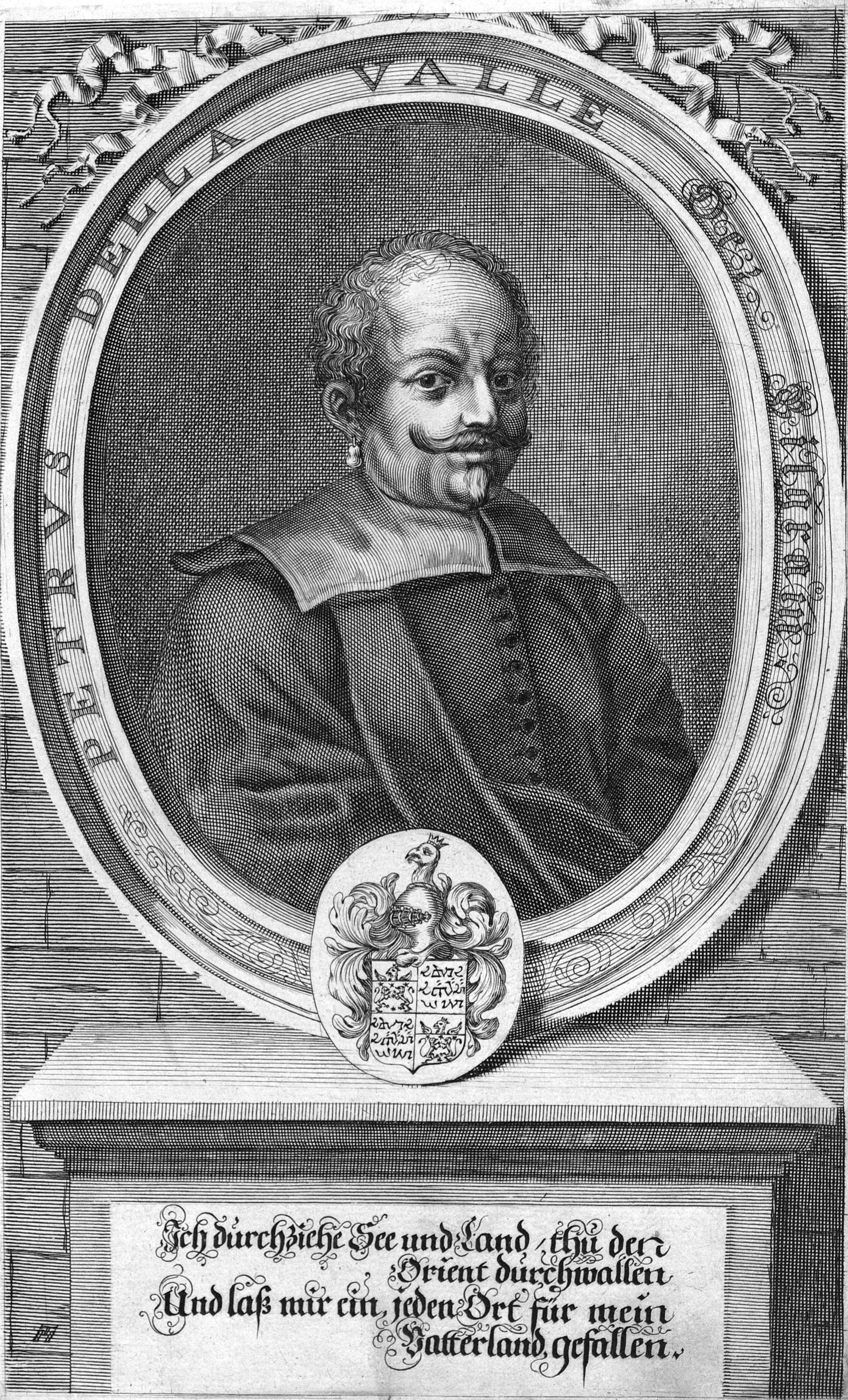
Pietro Della Valle

Pietro della Valle (ur. 2 kwietnia 1586, zm. 21 kwietnia 1652) – włoski podróżnik.

## Życiorys
Urodził się w Rzymie w zamożnej szlacheckiej rodzinie. W młodości kształcił się w zakresie literatury i wojskowości. Ze względów osobistych (nieszczęśliwa miłość) w roku 1614 zamieszkał w Konstantynopolu, gdzie uczył się tureckiego i arabskiego. 25 września 1615 opuścił Konstantynopol i udał się w towarzystwie 9 osób do Aleksandrii. Następnie przeniósł się do Kairu, z którego po wycieczce na górę Synaj udał się do Jerozolimy. W latach późniejszych odwiedził Mezopotamię (m.in. był pierwszym Europejczykiem, który dotarł w 1625 do Tall al-Mukajjar, gdzie w 1854 odkryte zostały ruiny zigguratu w Ur), Indii. W roku 1626 powrócił do Rzymu, gdzie pozostał do końca życia.